# Korczakowska Republika Dziecięca „Dyliniarnia”
Korczakowska Republika Dziecięca "Dyliniarnia" – organizacja charytatywna na rzecz dzieci powstała w Krakowie w marcu 1983 roku. Założycielami są Maria i Tadeusz Pułczyńscy. Do roku 2006 "Dyliniarnia" funkcjonowała jako Stowarzyszenie Zwykłe działające na polu pomocy społecznej, później jako Stowarzyszenie Rejestrowe z pełną osobowością prawną.

## Opis
Celem działania Stowarzyszenia jest działalność charytatywna na rzecz dzieci i ich rodzin, edukacja kulturalno oświatowa, profilaktyka społeczna, wyczulanie dzieci i młodzieży na krzywdy i problemy innych, wytwarzanie wokół dziecka atmosfery zrozumienia, bezpieczeństwa, szacunku i dowartościowania.
W maju 1996 roku KRD "Dyliniarnia" została odznaczona Korczakowskim Medalem w uznaniu zasług za propagowanie wartości pedagogicznych i społeczno – moralnych. Medal wręczył Prezes Komitetu Korczakowskiego w Izraelu, dr Beniamin Anolik.
W sierpniu 1996 roku Prezydent miasta Krakowa Józef Lassota uchwałą Rady Miasta Krakowa nr LVI/531/96 z dnia 17 lipca 1996 roku nadał nazwę ulicy Republiki Korczakowskiej prowadzącej do "Dyliniarni".
We wrześniu 1996 roku KRD "Dyliniarnia" otrzymała apostolskie błogosławieństwo papieża Jana Pawła II. W piśmie z Sekretariatu Stanu Stolicy Apostolskiej w Watykanie uwypukla się między innymi fakt, że w prowadzonej przez "Dyliniarnię" działalności godne jest najwyższego uznania zaangażowanie w dzieło pomocy dzieciom, w odkrywaniu ich prawdziwego miejsca w społeczeństwie dorosłych, które często nie poświęca im uwagi w takim zakresie, jak na to zasługują.
W maju 1997 roku założyciele Korczakowskiej Republiki Dziecięcej "Dyliniarnia" otrzymali wyróżnienie Organizacji Szerzenia Kultury Polskiej Polcul Foundation. Uroczyste wręczenie nagród miało miejsce w Pałacu Kultury i Nauki w Warszawie.
W maju 2005 roku założycielka Dyliniarni Maria Pułczyńska została odznaczona Korczakowskim Medalem w uznaniu zasług za propagowanie wartości pedagogicznych i społeczno-moralnych. Medal wręczył zastępca Prezydenta miasta Krakowa Henryk Bątkiewicz.

Republika znajduje się w Krakowie na osiedlu Prokocim Nowy, przy ul. Konrada Wallenroda 55/56.